# Août 1818

## Événements
- 22 août : le Bade se dote d'une constitution[1]. Le servage est aboli.

## Naissances
- 1er août : Maria Mitchell (morte en 1889), astronome américaine.
- 2 août : Jean-Adolphe Beaucé, peintre français († 13 juillet 1875).
- 7 août : Gabriel Charavay, éditeur, libraire et homme politique († 1879).

## Décès
- 22 août : Warren Hastings (85 ans), homme politique britannique, premier Gouverneur général des Indes (° 6 décembre 1732).